# Acide sulfureux
Ne doit pas être confondu avec Acide sulfurique.
L’acide sulfureux est un composé chimique de formule H2SO3. S'il a été détecté en phase gazeuse, il n'est en revanche pas certain qu'il existe effectivement en solution.
Les bases conjuguées de cet acide sont quant à elles communes : l'anion hydrogénosulfite de formule HSO3− et l'anion sulfite de formule SO32−.

## Description
L'acide sulfureux est un acide minéral résultant formellement de la dissolution de dioxyde de soufre SO2 dans de l'eau H2O selon la réaction :
SO2 (g) + H2O(l) → H2SO3 (aq) : K << 10-9.
Cependant, la molécule H2SO3 solvatée par l'eau n'est pas stable et conduit immédiatement aux ions hydrogénosulfite HSO3− et sulfite SO32− :
SO2 (g) + 2 H2O(l)  {\displaystyle \rightleftharpoons }  H3O+(aq) + HSO3−(aq) : pKa1 = 1,81.
HSO3−(aq) + H2O(l)  {\displaystyle \rightleftharpoons }  H3O+(aq) + SO32−(aq) : pKa2 = 6,99.
Ce type de solution acide est utilisé comme conservateur alimentaire, notamment pour les fruits secs, le vin et la conservation de la viande, ainsi que comme désinfectant, agent réducteur et blanchissant doux, utilisé notamment sur les matériaux qui seraient endommagés par un blanchissage aux produits chlorés.